# Повіт Нака-Кома
Пові́т На́ка-Кома́ (яп. 中巨摩郡, なかこまぐん, МФА: [naka koma guɴ]) — повіт в префектурі Яманасі, Японія.